# Rambuktyveri
Rambuktyveri er en form for tyveri, hvor tyve bruger en bil som rambuk til at bryde ind gennem facaden i en butik for at stjæle varer. Rambuktyverier sker typisk mod butikker, der forhandler letomsættelige varer.
For at hindre den slags er butiksejerne begyndt at sætte pullerter op foran butikkerne, således at man ikke umiddelbart kan køre en bil ind i butiksfacaden.
| Kriminalitet | Spire Denne artikel om kriminalitet er en spire som bør udbygges. Du er velkommen til at hjælpe Wikipedia ved at udvide den. |